# Epictia undecimstriata
Espèce
Statut de conservation UICN

 DD  : Données insuffisantes
Synonymes
- Typhlops undecimstriatus Schlegel, 1839
- Leptotyphlops undecimstriatus (Schlegel, 1839)

Epictia undecimstriata est une espèce de serpents de la famille des Leptotyphlopidae.

## Répartition
Cette espèce est endémique de la province d'Andrés Ibáñez dans le département de Santa Cruz en Bolivie. Elle se rencontre dans les environs de Santa Cruz de la Sierra.

## Publication originale
- Schlegel, 1839 : Abbildungen neuer oder unvollständig bekannter Amphibien, nach der Natur oder dem Leben entworfen und mit einem erläuternden Texte begleitet. Arne and Co., Düsseldorf, p. 1-141 (texte intégral).